# Мулета (корида)

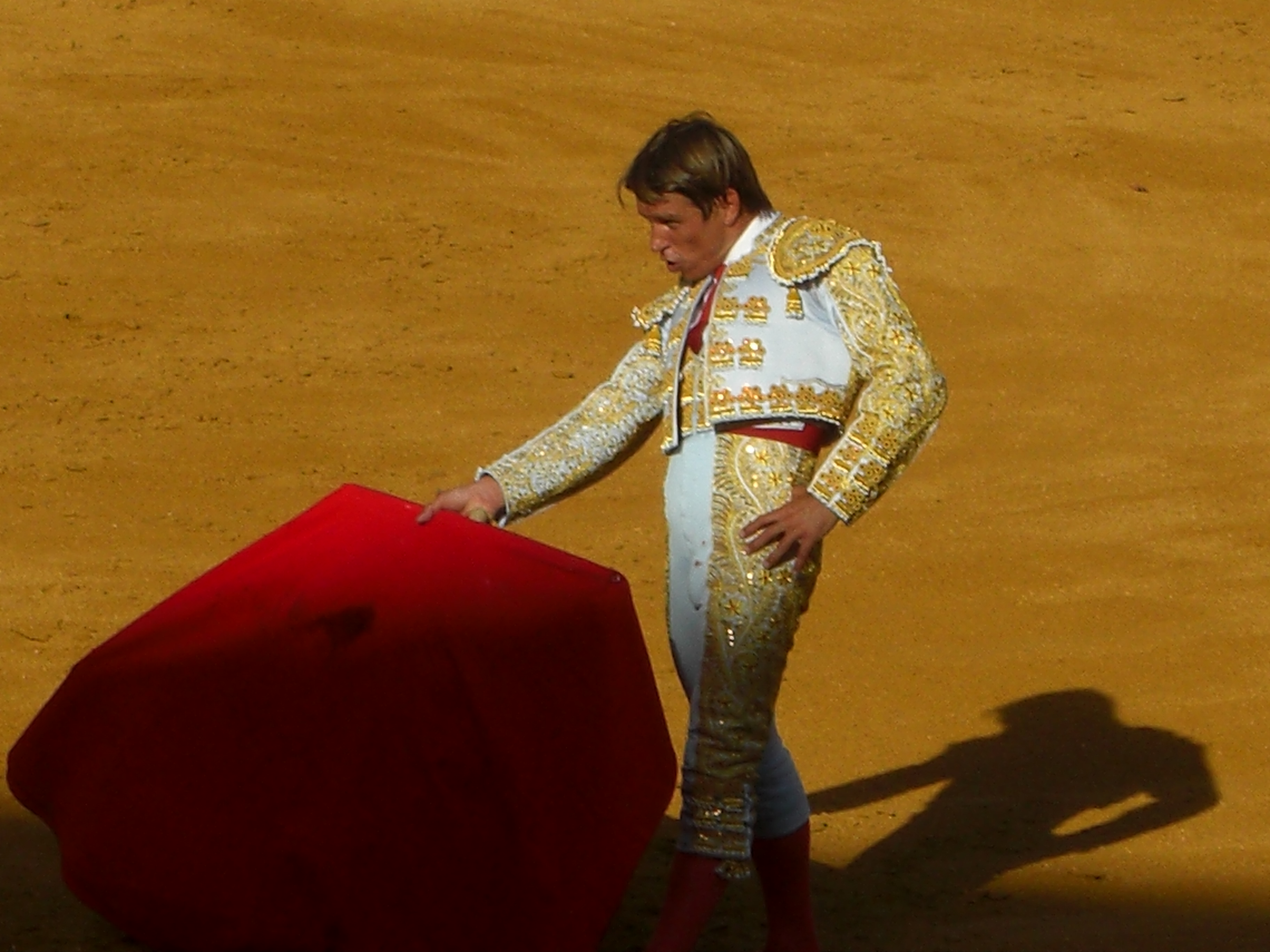
Мануель Діас в стилі «El Cordobés» привертає увагу бика мулетою.

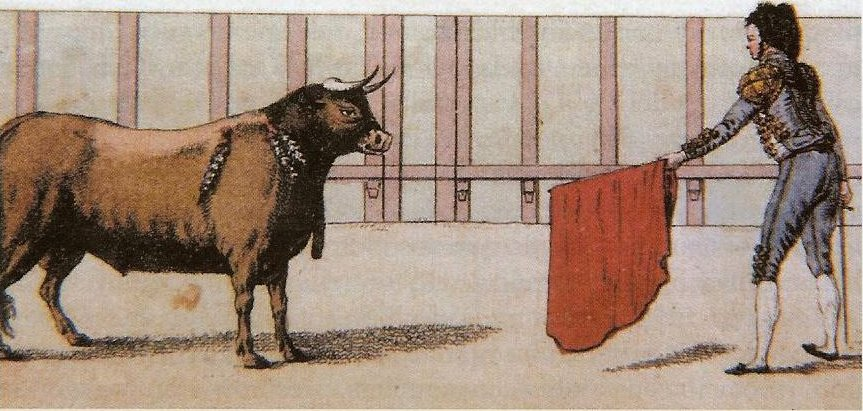
Спосіб представлення мулети для природної кориди. Ілюстрація до «Трактату про кориду» (1796), художник Пепе-Гілло.

Мулета — знаряддя кориди, що складається з червоної тканини або тканини, за допомогою якої тореадор направляє натиск бика протягом останньої третини бою. Мулету кріплять на буковій дерев'яній палиці, яка надає їй округлої форми та підтримує її. Це аналог від білого полотна або простирадла, яке використовувалося в примітивній кориді. Мулета також отримує інші назви, такі як фланель, тканина або полотно. Її розмір може змінюватися залежно від розміру та смаків матадора, а також його ваги та статури залежно від обставин. Нормальним є те, що, озброївшись рапірою, матадор злегка волочить мулету по землі.